# Маний Ацилий Фаустин (консул 210 г.)
Вижте пояснителната страница за други личности с името Маний Ацилий Фаустин.
Маний Ацилий Фаустин (на латински: Manius Acilius Faustinus) e политик и сенатор на Римската империя през началото на 3 век по времето на император Септимий Север.

## Биография
Произлиза от фамилията Ацилии. Син е на Маний Ацилий Глабрион (суфектконсул 173 г., консул 186 г.).
През 210 г. Фаустин е консул заедно с Авъл Триарий Руфин.